# Château de Kurbad
Le château de Kurbad (allemand : Kurbad Schloss) est un grand manoir situé à mi-chemin des localités de Längenfeld et de Sölden, sur les rives de la rivière Ötztaler Ache, dans la région autrichienne du Tyrol. La propriété a été construite au XIXe siècle.

## Histoire
Le manoir fut construit pour un riche commerçant de lin de Langenfeld dans la seconde moitié du XIXe siècle. Längenfeld était à l'époque très célèbre pour son lin de très bonne qualité qui était exporté dans toute l'Europe et était entré en 1800 à la bourse de Hambourg.
En 1830 une source thermale fut découverte à proximité du manoir et au début des années 1900 elle fut admise comme étant une au doté de vertus thérapeutiques et donc propice à la cure thermale. A coté du manoir commença donc à se développer une petite station thermale qui s'agrandira au fil des ans pour devenir aujourd'hui un centre reconnu dans toute l'Europe et  le seul présent en Autriche de l'ouest : l'Aqua Dome.

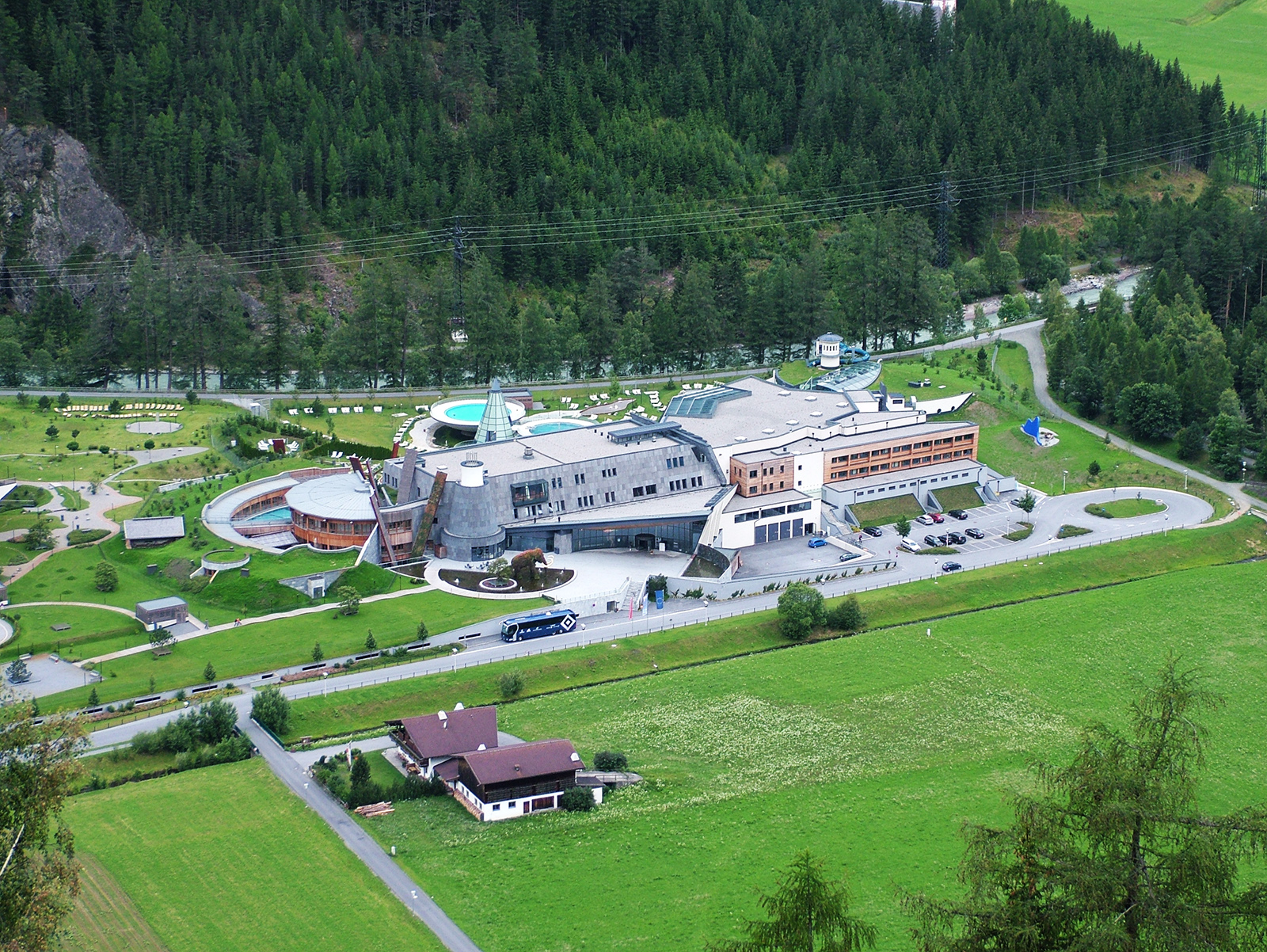
Vue de l'Aqua Dome en 2015

## De nos jours
De nos jours le manoir existe encore et il est même possible de le visiter pour découvrir l'histoire de la station thermale de Lagenfeld tout au long du début du XXe siècle jusqu'à nos jours.